# Великий Берлін

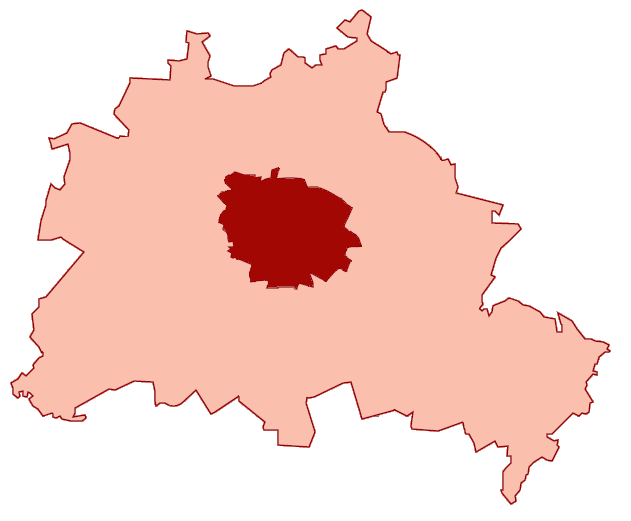
Місто Берлін до (червоний) і після (рожевий) 1920 року

52°31′01″ пн. ш. 13°24′29″ сх. д. / 52.51706° пн. ш. 13.40804° сх. д.
Великий Берлін (нім. Groß-Berlin) — позначення території Берліна в його сучасних межах, що виникли у 1920 році. Згодом були зроблені деякі територіальні коректури, але в цілому межі Берліна залишилися з 1920 року незмінними.

## Рання історія розширення меж міста

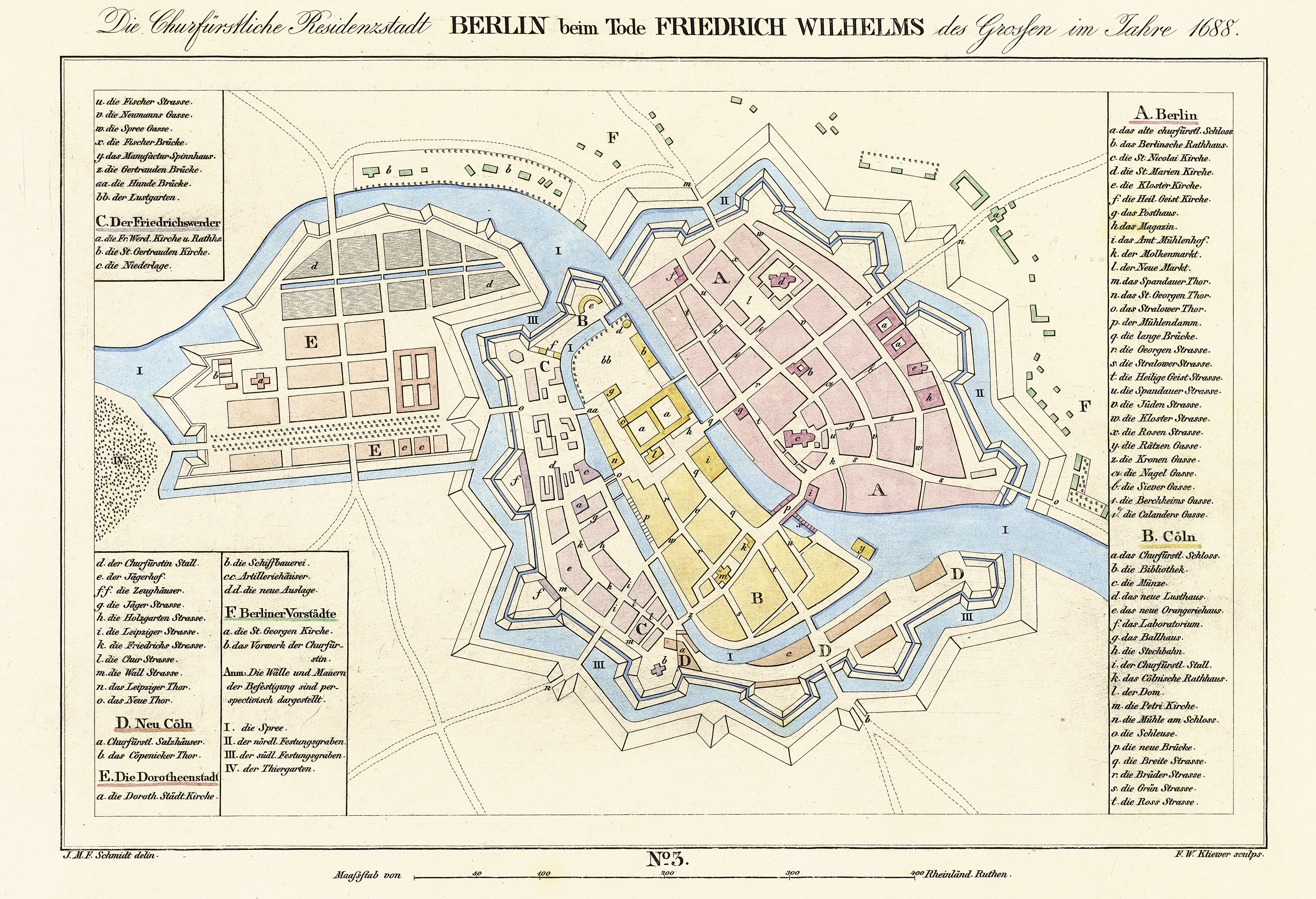
Міста Берлін (A), Кельн (B), Фрідріхсвердер (C), Ной-Кельн (D) і Доротеєнштадт (E), 1688 рік

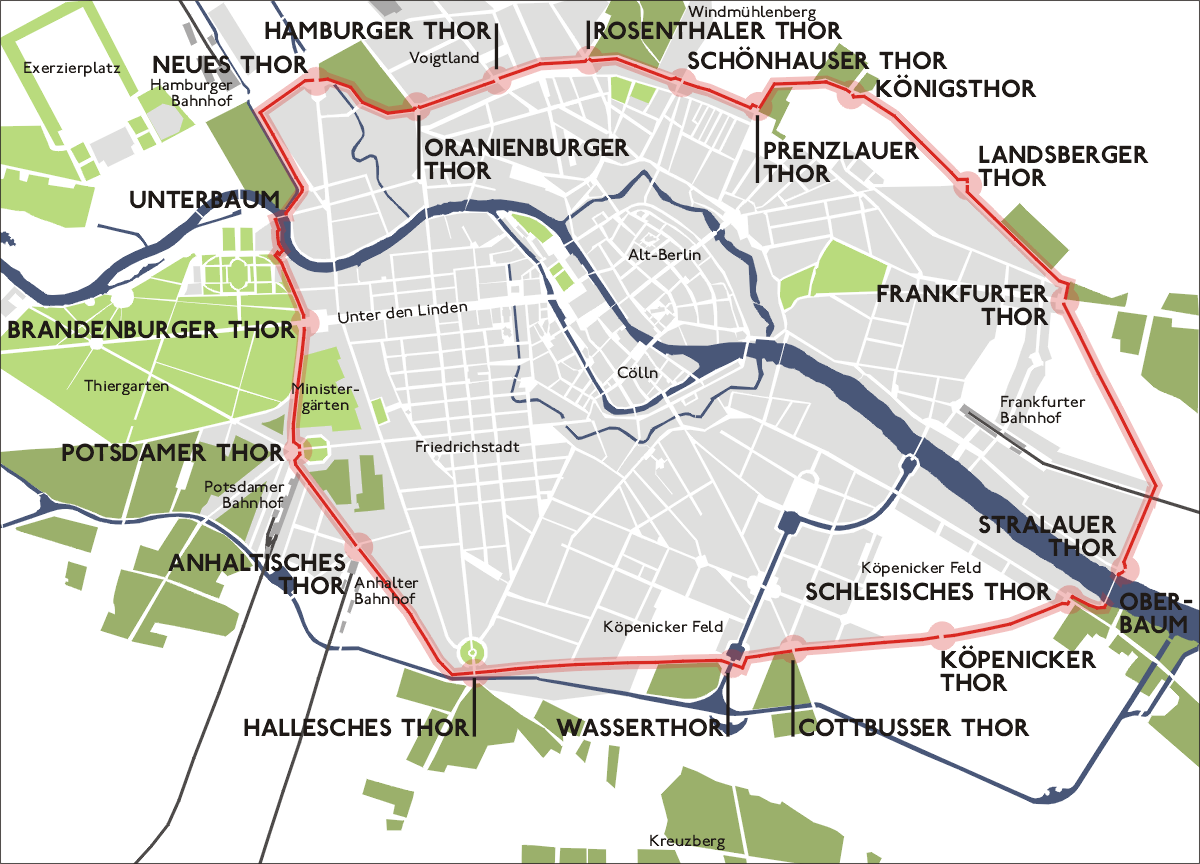
Кордон Берліна у XVIII—XIX століттях

1 березня 1816 року в провінції Бранденбург королівства Пруссія були виділені три адміністративні округи: Берлінський, Потсдамський і Франкфуртський. Берлінський адміністративний округ включав до свого складу безпосередньо місто Берлін (в його тодішніх межах — див. мапу), а також його околиці — поселення Моабіт, Веддінг, Луізенбруннен, Боксхаген, Руммельсбург, Штралау, території Темпельховського і Шьонеберзького форштадту, а також Хазенхайде і Великий Тіргартен.
За шість років, станом на 1 січня 1822 року через фінансові складнощі Берлінський адміністративний округ було знову розформовано, а його територія включена до Потсдамського адміністративного округу. Території, розташовані на північ від Шпрее, — увійшли до складу району Нідербарнім, а території на південь від Шпрее — до складу району Тельтов-Шторков.
З розвитком індустріалізації місто Берлін почало стрімко зростати. Вже з 1820 року велися дискусії про входження до складу міста Берліна прилеглих сільських поселень Моабіт і Веддінг, що входять до складу району Нідербарнім, а також Шьонеберзького і Темпельховського форштадту, що входять до складу району Тельтов.
Міські збори Берліна не підтримали ідеї приєднання бідних кварталів Веддінг і Моабіта, населених фабричними робітниками, проте було дуже зацікавлене у заможному населенні Шьонеберзького і Темпельховського передмість. Після 40 років дискусій 28 січня 1860 року було, нарешті, було прийнято рішення про включення цих територій до складу Берліна з 1 січня наступного року. В 1861 році до складу Берліна була також включена територія поселення Гезундбруннен.
В 1875 році висловлювалися пропозиції виділити зі складу провінції Бранденбург, куди входив тоді Берлін, нову провінцію Берлін, яку пропонувалося утворити з міст Берлін, Шарлоттенбург, Шпандау і Кепенік, а також районів Тельтов і Нідербарнім. Проте ці пропозиції не були затверджені.

## Закон про утворення Великого Берліна

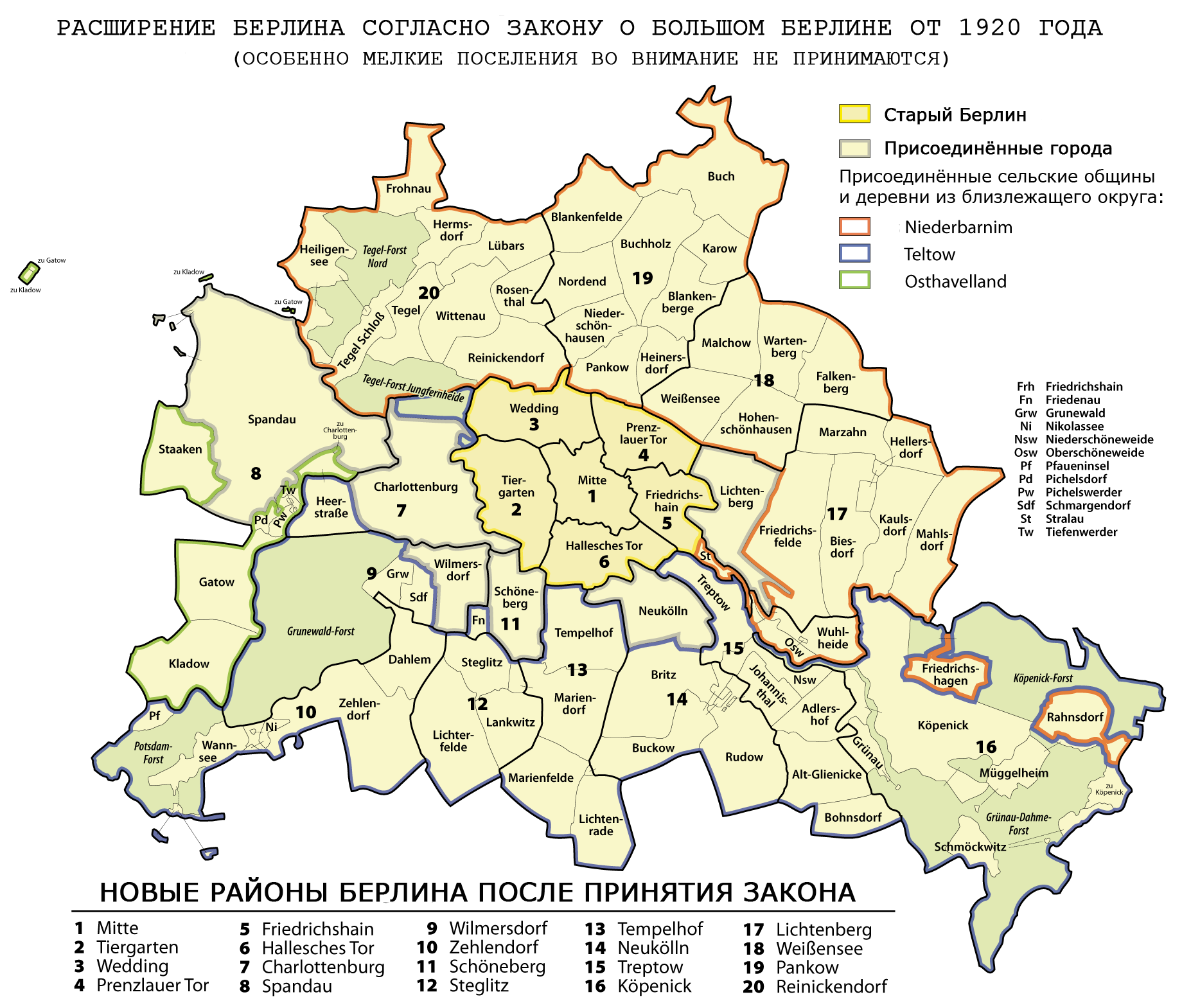
Розширення Берліна відповідно до Закону про Великий Берліні (1920)

Закон про розширення меж Берліна (так званий «закон про Великий Берліні», нім. Groß-Berlin-Gesetz) було прийнято 27 квітня прусським ландтагом (164 — «за», 148 — «проти») та має чинність з 1 жовтня 1920 року. Згідно з цього закону, до складу міста Берліна включалися шість колишніх міст: Берлін-Ліхтенберг, Берлін-Шенеберг, Берлін-Вільмерсдорф (в 1912 році міста Ліхтенберг, Шенеберг і Дойч-Вильмерсдорф, що впритул прилягають до Берліна, були перейменовані на Берлін-Ліхтенберг, Берлін-Шенеберг і Берлін-Вильмерсдорф відповідно, хоча і залишалися самостійними містами), Шарлотенбург, Нойкельн і Шпандау. Крім того, до території Берліна увійшли численні поселення, що відійшли від прилеглих районів Нідербарнім, Остхафельланд і Тельтов: місто Кепенік, 59 сільських громад і 27 земельних угідь. Крім того, до складу Берліна увійшла земельна ділянка з берлінським Міським палацом, який до того часу був приватним маєтком і не належав ніякій адміністративній одиниці.
До населення старого Берліна в 1,9 млн людей додалося ще близько 1,9 млн жителів, в тому числі 1,2 млн з 7 колишніх самостійних міст. Таким чином, область Берліна збільшилася з 66 км² до 878 км², і місто перетворилося на третє за кількістю населення місто в світі після Лондона і Нью-Йорка.
У виниклому Великому Берліні було утворено 20 міських районів. Зі старого Берліна утворилися райони: Мітте, Тіргартен, Веддінг, Пренцлауер-Терґ, Халлешес-Терґ і Фрідріхсхайн (з селом Штралау). Із приєднаних міст і сільських громад були утворені райони Шарлоттенбург, Шпандау, Вільмерсдорф, Шенеберг, Нойкельн, Кепенік, Ліхтенберг, Панков, Райнікендорф, Штегліц, Целендорф, Темпельхоф, Трептов і Вайсензеє, які отримали назви по найбільшим, які входили до їх складу адміністративних одиниць.

## Зміни після 1920 року
- 1921: перейменування районів: Пренцлауер-Тор на Пренцлауер-Берг, Халлешес-Тор на Кройцберг.
- 1928: маєток Дюппель приєднано до Берліна у складі району Целендорф.
- 1934: район Фрідріксгайн перейменований на Горст-Вессель-Штадт на честь Горста Весселя.
- 1938: коригування практично всіх меж районів.
- 1945: зворотне перейменування: Горст-Вессель-Штадт на Фрідріхсхайн.
- 1945: обмін між зонами окупації: село Вест-Штаакен поблизу Шпандау відходить радянській зоні окупації, а Гатов і частина Гросс-Глінік входять до складу району Шпандау, розташованого у британській зоні.
- 1972: перший обмін територіями між Західним і Східним Берліном і коригування меж районів поблизу меж секторів.
- 1979: виділення району Марцан з районів Ліхтенберг і Вайсензеє.
- 1985: Виділення району Хоеншёнхаузен з району Вайсензеє. Перехід до складу Вайсензеє частини територій району Панков.
- 1986: виділення району Хеллерсдорф з району Марцан.
- 1988: другий обмін територіями між Західним і Східним Берліном і коригування меж районів поблизу меж секторів.
- 1990: коригування меж через договір про об'єднання Німеччини: повернення Вест-Штаакен району Шпандау (Гатов і Гросс-Глінік при цьому збереглися у складі цього району) та входження до складу районів Марцан і Хеллерсдорф прилеглих новобудов, які колись входили до Аренсфельде і Хенов.
- 2001: Адміністративна реформа: з 23 колишніх районів шляхом злиття утворено 12 укрупнених округів.